# Michał Niewiński
Michał Niewiński (Białystok, 12 luglio 2003) è un pattinatore di short track polacco.

## Biografia
Ha preso parte ai mondiali junior di Bormio 2020, piazzandosi 24º nei 1000 m, 33º nei 1500 m e 12º nella staffetta 3000 m maschile.
Ha rappresentato la Polonia ai Giochi olimpici invernali di Pechino 2022, dove si è classificato 31º nei 1500 m e 11º nella staffetta mista 2000 m, con i connazionali Nikola Mazur, Kamila Stormowska e Łukasz Kuczyński.
Agli europei di Danzica 2023 ha vinto la medaglia di bronzo nella staffetta 5000 metri, gareggiando con Paweł Adamski, Łukasz Kuczyński e Diané Sellier.

## Palmarès
- Mondiali

Rotterdam 2024: bronzo nella staffetta 5000 m;
Pechino 2025: bronzo nella staffetta mista 2000 m;
- Europei

Danzica 2023: bronzo nella staffetta 5000 m;
Danzica 2024: argento nella staffetta mista 2000 m; bronzo nella staffetta 5000 m;
Dresda 2025: argento nella staffetta 5000 m; bronzo nella staffetta mista 2000 m;